# (166886) Ybl
(166886) Ybl est un astéroïde de la ceinture principale.

## Description
(166886) Ybl est un astéroïde de la ceinture principale. Il fut découvert le 25 décembre 2002 à Piszkesteto par Krisztián Sárneczky. Il présente une orbite caractérisée par un demi-grand axe de 3,13 UA, une excentricité de 0,23 et une inclinaison de 14,3° par rapport à l'écliptique.

## Compléments